# نوشي دادجوستار
نوشي دادجوستار ( مواليد 20 يونيو 1985) هي سياسية سويدية عضوة في البرلمان السويدي منذ 2014 ونائب رئيس حزب اليسار السويدي من 2018 إلى 2020، والرئيس منذ 2020.